# Mercedes-Benz Accelo
Mercedes-Benz Accelo ist die Bezeichnung für eine Baureihe von Mercedes-Benz-Lkw der Daimler AG, die für den südamerikanischen, speziell den brasilianischen, Markt hergestellt wird. Mercedes-Benz Middle East vertreibt ihn mit leicht abweichender technischer Ausstattung ebenfalls.
In Brasilien wird der Mercedes-Benz Accelo in erster Linie für den städtischen Verteilerverkehr sowie den Mittelstreckenverkehr eingesetzt – damit fällt er in die Kategorie Vehiculos Urbanes Caminhoes (VUC). Diese Fahrzeuge dürfen maximal 2,1 Meter breit und 6,3 Meter lang sein. Bei der Internationalen Automobil-Ausstellung 2016 in Hannover wurde ein Mercedes-Benz Accelo als in Europa „gänzlich unbekanntes Fahrzeug“ vorgestellt.

## Beschreibung
Das Fahrgestell des Lastkraftwagens stammt vom Mercedes-Benz Atego, das Führerhaus hingegen vom Fuso Canter. 
Es gibt drei Typen der Baureihe Mercedes-Benz Accelo: Mercedes-Benz Accelo 815, Mercedes-Benz Accelo 1016 und Mercedes-Benz Accelo 1316. Je nach Typ beträgt das zulässige Gesamtgewicht acht bis 13 Tonnen. Die Fahrzeuge werden von einem OM 924 LA-Vierzylinder-Reihenmotor angetrieben, der maximal 115 kW (156 PS) bei 2200/min leistet. Wegen der starken Steigungen und Gefälle in Brasilien ist das maximale Drehmoment für den Accelo verhältnismäßig hoch ausgelegt. Es liegt zwischen 1200 und 1600/min an und beträgt 580 Newtonmeter in der Baureihe 815 mit 8,3 Tonnen, in der Baureihe 1016 mit 9,6 Tonnen und beim Accelo 1316 sind es 610 Newtonmeter.
Das 2016 in Hannover vorgestellte Fahrzeug hat einen Radstand von 3700 Millimeter und ein zulässiges Gesamtgewicht von 8300 Kilogramm. Der Hubraum beträgt 4800 Kubikzentimeter, der Tank fasst 150 Liter. Das Fahrzeug hat ein Eaton-FSO-4505-A-Sechsganggetriebe, Hinterradantrieb und 215/75 R 17.5er-Bereifung.
Serienmäßig sind Trommelbremsen an beiden Achsen, Automatische Bremsnachstellung und ein elektronischer Wochen-Tachograph. Das 2016 vorgestellte Fahrzeug hat als Sonderausstattung eine ABS-Bremsanlage, einen einstellbaren Lenksäulenhalter, einen elektrischen Batterieschalter sowie elektrische Fensterheber. Als Sonderausstattung sind zudem eine grüne Windschutzscheibe, eine Klimaanlage, ein Bordcomputer sowie ein elektrisch beheizter Außenspiegel lieferbar.